# Bracon praetermissus
Bracon praetermissus är en stekelart som beskrevs av Marshall 1885. Bracon praetermissus ingår i släktet Bracon och familjen bracksteklar. Arten är reproducerande i Sverige. Inga underarter finns listade.